# Леопольд Йєснер
Леопо́льд Йє́снер (нім. Leopold Jessner; 3 березня 1878 — 13 грудня 1945) — німецький театральний і кінорежисер, продюсер, послідовник експресіонізму, творець «сходів Йєснера» і один з творців так званого «політичного театру». Його перший фільм, Чорний хід (1921), вважається поворотною точкою, що проклала шлях для наступного розвитку німецького експресіонізму в експериментах таких німецьких режисерів, як Фрідріх Вільгельм Мурнау, Фріц Ланг і Пабст.
Народився в Кенігсберзі, в молодості був актором гастрольних театрів, до режисури уперше звернувся у 1903 році. Він був директором гамбурзького театру «Талія» з 1905 по 1915 рік, Нового драматичного театру в Кенігсберзі під час Першої світової війни і Німецького державного театру в Берліні у 1919–1928 роках, Національного театру в Берліні у 1928–1930 роках. В першу чергу Йєснер був відомий незвичністю своїх постановок, в яких сходи, платформи, помости і східці різної висоти створювали різні простори і рівні на сцені і часто примушували акторів діяти у виставі неприродним і спрощеним чином, а саму сцену іноді і зовсім залишаючи порожньою.
У «Чорному ході», першому фільмі Йєснера (поставлений спільно з Паулем Лені), також були присутні ці сходи, хай і стилізовані; згодом вони з'явилися в цілій низці зразків німецького кіноекспресіонізму, що привело навіть до виникнення терміна «Сходів Йєснера» і дало привід піддати творчість режисера критиці за перенесення театральної концепції на кіноекран.
Будучи євреєм і соціалістом, Йєснер, після приходу до влади в Німеччині Гітлера, був вимушений у 1934 році емігрувати: жив спочатку у Великій Британії, 1935 року переїхав до Палестини, а у 1936 році — до США. Оселившись в Голлівуді, він працював анонімно лектором з кінознавства в Metro-Goldwyn-Mayer аж до своєї смерті в Лос-Анджелесі у 1945 році.
У 1951 році на його честь була названа одна з вулиць в берлінському районі Фрідріксгайн.

## Фільмографія
- 1921 — Чорний хід / Hintertreppe
- 1923 — Земний дух / Erdgeist
- 1927 — Марія Стюарт / Maria Stuart, Teil 1 und 2
- 1935 — Діти туману / Children of the Fog